# جاكي ليو

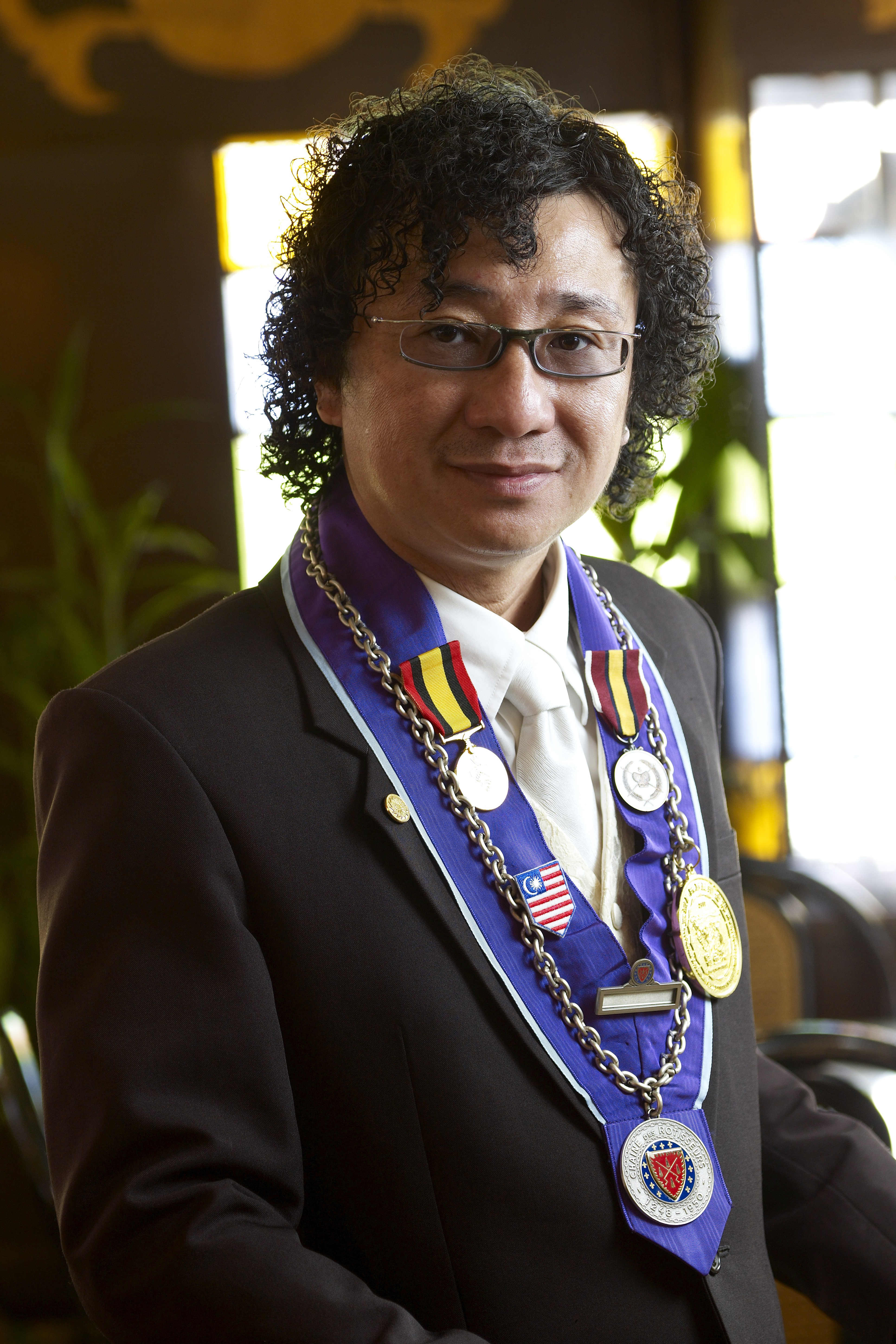
جاكي ليو

جاكي ليو (الصينية: 廖 城 兰، من مواليد 3 أغسطس)، ولقد اشتهر باسمه المستعار سي جوجزي (الصينية: 食 公子) أو سيد الطعام. وهو ناقد طعام شهير، وكاتب عمود طعام، وكاتب، ومنتج، ومخرج، وحكم في مسابقة الطهي الدولية. كما أنه كان أول شخص يُعرّف على أنه خبير طعام في ماليزيا.

## مشواره المهني
وُلِدَ جاكي ليو في ماليزيا، وموطن أجداده هو مقاطعة قوانجدونج الصينية.  
منذ عام 1996، بدأ حياته المهنية كصحفي وكاتب عمود في مجلات «عالم الطعام» و«أبل» و«شهية المسافر» عن السفر والطعام.
في عام 2000، كتب مراجعات عن فن الطهي في «النسائي» و «المطبخ الشرقي» باسم مستعار «شي غونغزي».
في عام 2002، أصبح محاضرًا في كلية زراعة اليوم ومستشارًا لمجلة الكلية. وفي عام 2006، تمت دعوته ليصبح منسق الأعمال الوطني في مجلة نانيانغ.
في عام 2007، أضاف عناصر سياسية إلى عمود الطعام والتقى مع 119 سياسيًا ماليزيًا وأجنبيًا من بينهم دبلوماسيون ووزراء وبرلمانيون. 
ومنذ عام 2013 وحتى الآن، بدأ في دراسة علوم البيانات وتطبيق تكنولوجيا الإنترنت لإعادة تعريف معايير تقييم الأغذية في ماليزيا.

## الجوائز
في عام 2008، حصل على جائزة P.M.C للتميز في الخدمة الاجتماعية وتقديره من جائزة يانغ دي بيرتوان أجونج العاشرة لماليزيا نظرًا لإسهاماته الممتازة في المجتمع وكان أول كاتب طعام صيني يلتقي به الملك في ماليزيا. وكما حصل على شارات المأكولات العالمية من فرنسا.
وفي عام 2011، حصل على جائزة البحث الممتاز في الندوة الصينية الدولية. في عام 2012، ولقد تم إدراجه في «مجموعة الشخصيات البارزة في الـ 100 عام».

## الأعمال الأدبية
Truly Nyonya Malacca (2010، الناشر: Seashore Sdn. Bhd)